# A 001: operazione Giamaica
A 001: operazione Giamaica è un film del 1965 diretto da Ernst Ritter von Theumer (con lo pseudonimo di Richard Jackson).

## Trama
L'FBI invia i loro agenti Ken Stewart e Jane Peacock in Giamaica per indagare sul contrabbando di armi ai rivoluzionari a Santo Domingo.